# المعيار الخلفي (نظام ميكانيكي)
المعيار الخلفي هو نظام ميكانيكي، يرفق عادةً بمكبح الضغط  وتتمثل وظيفتها الرئيسية في التفاعل مع التحكم العددي بالكمبيوتر لضغط المكابح (CNC)، والتحرك على طول عدة محاور مختلفة من أجل تحديد موضع قطعة معدنية بدقة للتشكيل.
عادة ما تحتوي المعيار الخلفي في أي مكان من 1 إلى 6 محاور للحركة. يتم التحكم في كل من هذه المحاور الفردية بواسطة محرك كهربائي منفصل. غالبًا ما يتم بيع مكبس الفرامل للعميل جنبًا إلى جنب مع المعيار الخلفي.
في منشار البثق، يكون المعيار الخلفي مسؤولاً عن تغذية المواد بكميات محددة بعد شفرة المنشار. إنها مسؤولة عن دقة طول القطع.